# Věznice Heřmanice
Věznice Heřmanice se nachází asi tři kilometry severně od centra Ostravy, správního i hospodářského centra Moravskoslezského kraje. Leží při Orlovské ulici na katastru městské části Hrušov (ne Heřmanice, jak by název napovídal), v rámci městského obvodu Slezská Ostrava. Původně šlo o pracovní tábor, který byl vybudován v roce 1959, protože byli potřeba pracovníci pro důlní podniky. Současnou podobu dostala věznice po rozsáhlé přestavbě v sedmdesátých letech.

## Charakter věznice
Věznice je profilována pro výkon trestu odnětí svobody s ostrahou, zřízeno je zde také oddělení pro výkon trestu odnětí svobody s dozorem. Součástí věznice s ostrahou je specializované oddělení pro výkon trestu odsouzených s mentální retardací, specializované oddělení pro ochranné léčení alkoholové závislosti a patologického hráčství a bezdrogová zóna. Výstupní oddělení pro odsouzené zařazené do ostrahy má ve věznici již dlouholetou tradici, pro odsouzené v dozoru bylo zřízeno v roce 2004. Celková ubytovací kapacita je stanovena na 681 míst. Odsouzení jsou ubytováni v ložnicích se čtyřmi až sedmi lůžky. Na jednotlivých ubytovnách se společným sociálním zařízením a kulturní místností je umístěno průměrně 72 vězňů. Ve věznici pracuje celkem 299 zaměstnanců, z toho je 173 příslušníků ve služebním poměru a 126 občanských zaměstnanců. K 31. prosinci 2009 byla kapacita věznice naplněna na 124 %.[zdroj?]

### Zaměstnávání odsouzených
Práceschopní odsouzení se zaměstnávají ve vlastní režii věznice a ve vlastní výrobní činnosti, kde zhotovují výrobky z kovu pro potřeby Vězeňské služby ČR. Ve středisku hospodářské činnosti věznice a u tří soukromých firem, které zaměstnávají odsouzené v pronajatých prostorách ve výrobní části areálu, vězni především rozebírají a třídí kovový odpad.
Odborné vzdělávání odsouzených zahrnuje školení svářečů, řidičů vysokozdvižných vozíků, jeřábníků a vazačů. Opakovaně se uskutečnil rekvalifikační kurz pro obsluhu křovinořezu a řetězové motorové pily. K všeobecně vzdělávacím kurzům patří rozvoj kompetencí v oblasti informačních a komunikačních technologií, kurzy sociálního minima, konverzace, výuka
cizích jazyků (němčina, angličtina) a základy českého jazyka pro cizince.[zdroj?]

### Práce s odsouzenými
Speciálněvýchovné postupy věznice uplatňuje formou individuální intervence a terapie odsouzených, sociálně-právního poradenství a rozpravou s duchovními. Ke skupinovým formám zacházení patří korektivní komunity, psychoterapie, skupinové poradenství, sociálně-psychologický program, fyzioterapie, kurz Bible, diskusní kroužek o ekonomice, sociologii a politice, besedy pro odsouzené na dané téma a Klub mladých dospělých. Seberealizaci odsouzeným umožňuje činnost v zájmových sportovních, rukodělných, kulturních a chovatelských kroužcích a účast na akcích kulturního i sportovního charakteru. Kvalitní výkony pěveckého sboru odsouzených jsou známy i veřejnosti. Věznice spolupracuje s Krajským vzdělávacím a informačním centrem Moravskoslezského kraje, jehož zástupci distribuují metodické pomůcky a hračky vyrobené vězni do školských a sociálních zařízení. Dlouhodobě věznice spolupracuje se sdružením Kiwanis, pro něž odsouzení bezplatně šijí látkové panenky, které se následně předávají dětem a lékařům do nemocnic.[zdroj?]

## Věznice v minulosti
V osmdesátých letech zde byli vězněni Václav Benda, Jiří Dienstbier a Václav Havel.[zdroj?]